# Брукдейл (Південна Кароліна)
Брукдейл (англ. Brookdale) — переписна місцевість (CDP) в США, в окрузі Оранджберг штату Південна Кароліна. Населення — 3845 осіб (2020).

## Географія
Брукдейл розташований за координатами 33°31′10″ пн. ш. 80°50′20″ зх. д. / 33.51944° пн. ш. 80.83889° зх. д. (33.519484, -80.838792).  За даними Бюро перепису населення США в 2010 році переписна місцевість мала площу 9,43 км², з яких 9,42 км² — суходіл та 0,01 км² — водойми.

## Демографія
Згідно з переписом 2010 року, у переписній місцевості мешкали 4873 особи в 1829 домогосподарствах у складі 998 родин. Густота населення становила 517 осіб/км².  Було 2235 помешкань (237/км²).
Расовий склад населення:
| - 98,1 % — чорних або афроамериканців - 0,8 % — білих - 0,2 % — азіатів - 0,1 % — корінних американців |

До двох чи більше рас належало 0,8 %. Частка іспаномовних становила 0,7 % від усіх жителів.
За віковим діапазоном населення розподілялося таким чином: 21,3 % — особи молодші 18 років, 64,1 % — особи у віці 18—64 років, 14,6 % — особи у віці 65 років та старші. Медіана віку мешканця становила 27,7 року. На 100 осіб жіночої статі у переписній місцевості припадало 81,6 чоловіків;  на 100 жінок у віці від 18 років та старших — 74,5 чоловіків також старших 18 років.
Середній дохід на одне домашнє господарство  становив 29 516 доларів США (медіана — 19 379), а середній дохід на одну сім'ю — 41 624 долари (медіана — 36 406). За межею бідності перебувало 42,8 % осіб, у тому числі 58,6 % дітей у віці до 18 років та 33,4 % осіб у віці 65 років та старших.
Цивільне працевлаштоване населення становило 1262 особи. Основні галузі зайнятості: освіта, охорона здоров'я та соціальна допомога — 21,4 %, роздрібна торгівля — 17,8 %, виробництво — 14,7 %.